# Pentagramska prizma
| Pentagramska prizma         | Pentagramska prizma                                 |
| --------------------------- | --------------------------------------------------- |
|                             |                                                     |
| vrsta                       | prizmatični uniformni polieder                      |
| elementi                    | F = 7, E = 15, V = 10 ({\displaystyle \chi \,} = 2) |
| stranske ploskve po straneh | 5{4} + 2{4/2}                                       |
| Schläflijev simbol          | t{2,5/2} ali {5/2}x{}                               |
| Coxeter-Dinkinov diagram    |                                                     |
| Simetrija                   | D5h, [5,2], (2*552), red 20                         |
| vrtilna grupa               | D5, [5,2]+, (552), red 10                           |
| sklici                      | U78(a)                                              |
| dualni polieder             | pentagramska bipiramida                             |
| značilnosti                 | konveksna                                           |
| slika oglišč 4.4.5/2        |                                                     |

Pentagramska prizma je ena izmed prizem v neskončni množici nekonveksnih prizem, ki jih sestavljajo kvadratne stranske ploskve in po dva pravilna pokrova iz dveh zvezdnih mnogokotnikov, ki sta v tem primeru pentagrama.
Polieder je uniformni polieder in ima oznako (indeks) U78.

## Sliki
| Drugačna oblika prikaza z votlimi središči pentagramov. | Pentagramska bipiramida je dualno telo pentagramski prizmi |